# Calculatrices graphiques Texas Instruments
Pour les articles homonymes, voir Calculatrice (homonymie).
La société Texas Instruments diffuse depuis 1990 des calculatrices graphiques, utilisées aussi bien par les lycéens que les ingénieurs.
Toutes ces calculatrices ont les caractéristiques communes suivantes :
- calculs numériques de base, dont des fonctions trigonométriques et statistiques ;
- tracé de graphes et de courbes ;
- opérations sur les matrices ;
- possibilité d'écrire des programmes, soit en TI-Basic (un langage dérivé du BASIC), soit en assembleur ou en C (langage) pour certaines d'entre elles : dans ce cas, on peut utiliser soit un kit de développement fourni par Texas Instruments, soit le logiciel libre TIGCC.

## Calculatrices basées sur le processeur Zilog Z80

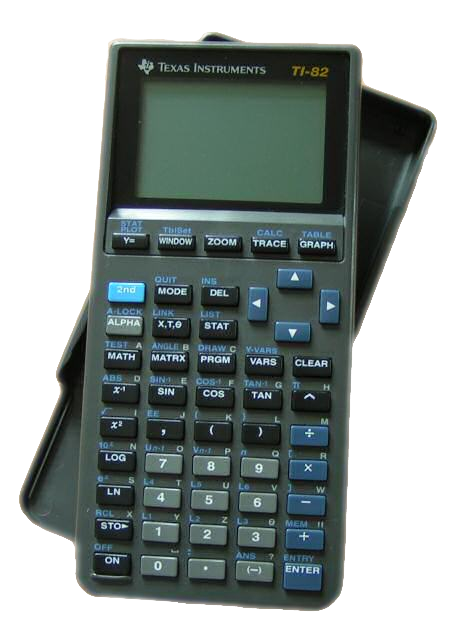
Calculatrice TI-82.

C'est en 1990 que Texas Instruments commercialise sa première calculatrice graphique, la TI-81. Elle est construite autour d'un microprocesseur Zilog Z80, cadencé à 2 MHz seulement. Sa mémoire de 2,4 Kio permet de stocker de petits programmes.
Alors que la TI-81 est un modèle assez basique, une deuxième calculatrice beaucoup plus évoluée est lancée en 1992 : la TI-85. Cette dernière peut convenir à des ingénieurs. Elle est dotée d'un port TI-Graph Link et de 28 Kio de mémoire. Le processeur, ici aussi un Zilog Z80, est cadencé à 6 MHz.
En 1993 sort la TI-82, qui se positionne comme une mise à jour de la TI-81, à laquelle on donne certaines des caractéristiques de la TI-85. Ainsi, parmi ses nouvelles fonctionnalités, on note l'apparition d'un port de communication TI-Graph Link, le passage de la mémoire utilisateur de 2,4 Kio à 28 Kio, et l'augmentation de la fréquence du processeur à 6 MHz.
La TI-80 sort en 1995 : c'est un modèle d'entrée de gamme, en quelque sorte une TI-81 « allégée ». Comme sa grande sœur, elle est dépourvue de port de communication ; le processeur est encore moins rapide (980 kHz seulement), et ce n'est pas un Z80. Par contre, des fonctions sont ajoutées et la mémoire utilisateur passe à 7 Kio.
En 1996, la TI-83 succède à la TI-82 dont elle reprend les principales caractéristiques. Elle a été mise à jour par deux fois :
- en 1999 la TI-83 Plus ajoute 160 Kio de mémoire flash et le support officiel des programmes en assembleur ;
- en 2001 la TI-83 Plus Silver Edition dispose d'un processeur cadencé à 15 MHz, de 96 Kio de mémoire utilisateur et de 1,5 Mio de mémoire flash.

En 1997, la TI-86 succède à la TI-85. Son écran est de contraste noir, sa mémoire passe à 128 Kio.
La TI-84 Plus, sortie à la mi-2004, se positionne comme la remplaçante de la TI-83 Plus. Le processeur est cadencé à 6 MHz ; 24 Kio de mémoire vive et 480 Kio de mémoire flash sont disponibles. Elle est équipée à la fois d'un port TI-Graph Link et d'un port USB. Simultanément, Texas Instruments diffuse la TI-84 Plus Silver Edition, qui comme la TI-83 Plus Silver Edition est fournie avec 1,5 Mio de mémoire flash et des applications supplémentaires. Enfin, 2004 se voit marquée par l'arrivée de la TI-82 STATS, une évolution de la TI-82 proche de la TI-83.

## Calculatrices basées sur le processeur Motorola 68000

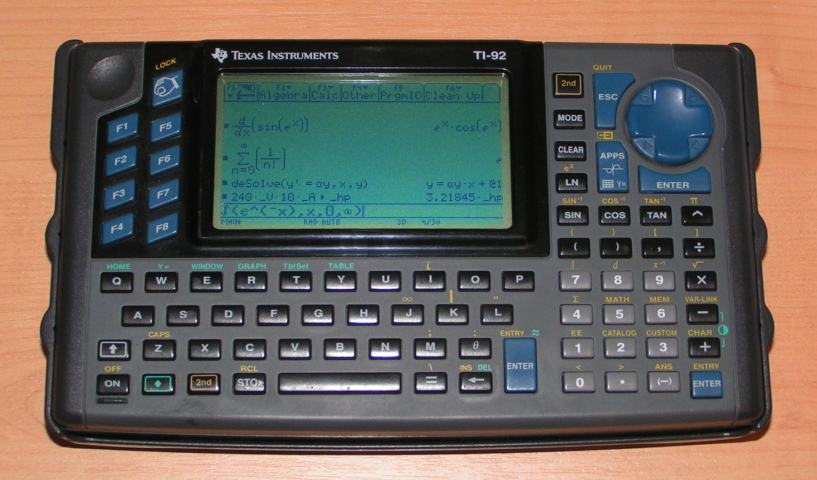
Calculatrice TI-92.

En 1995, Texas Instruments crée l'événement avec sa TI-92. Cette dernière se distingue de toutes les calculatrices précédentes par plusieurs caractéristiques : elle dispose d'un grand écran et d'un grand clavier QWERTY ; elle est ainsi plus large que longue, ce qui est très inhabituel. Du côté des fonctionnalités, elle est basée autour d'un logiciel de calcul formel très performant. Une version du logiciel de géométrie interactive Cabri Géomètre (développé par l'université Joseph Fourier à Grenoble) est fournie. Cette calculatrice est bâtie sur un processeur Motorola 68000, cadencé à 10 MHz. L'utilisateur dispose de 70 Kio de mémoire pour ses programmes (sur un total de 128 Kio de mémoire vive). Simultanément, Texas Instruments propose la TI-92 II, qui dispose de 256 Kio de mémoire au lieu de 128 Kio et propose la localisation des menus dans quelques langues européennes.
En 1998, Texas Instruments met à jour la plate-forme matérielle de la TI-92 : le logiciel système (appelé Advanced mathematics software) est désormais stocké en mémoire flash, ce qui permet les mises à jour. De plus, de la mémoire flash supplémentaire permet d'archiver des données utilisateur et d'installer des applications supplémentaires. Cette plate-forme existe en deux versions :
- HW1 (1998) : c'est le modèle de base. Le processeur est cadencé à 10 MHz, comme sur la TI-92 ;
- HW2 (1999) : le processeur, bien qu'identique, passe à 12 MHz, et une horloge fait son apparition.

Cette plate-forme matérielle est à la base de tous les modèles suivants de la lignée, qui se distinguent par leur format (« portrait » ou « paysage ») et par les quantités de mémoire vive et de mémoire flash :
- en 1998, sort la TI-92 Plus qui dispose de 256 Kio de mémoire vive et 384 Kio de mémoire flash disponible. Son boîtier est identique à celui de la TI-92. Texas Instruments diffuse aussi un « module Plus » qui permet de transformer sa TI-92 en TI-92 Plus HW1 ;
- 1998 est également l'année de sortie de la TI-89 qui a les mêmes caractéristiques que la TI-92 Plus mais se présente dans un boîtier plus haut que large. Son écran est plus petit et elle ne dispose pas du logiciel de géométrie. Plus tard, les machines équipées du matériel HW2 disposeront de 720 Kio de mémoire flash ;
- en 2004, la TI-89 Titanium reprend les caractéristiques de la TI-89, mais avec un port USB supplémentaire et 2,7 Mio de mémoire flash. Les TI-89 Titanium sont des HW3, ce qui leur permet de gérer l'USB mais elles sont plus grosses et plus lourdes que les TI-89 ;
- la TI Voyage 200 a les mêmes caractéristiques que le TI-89 Titanium, mais reprend le format « paysage » de la TI-92. Cependant, le boîtier est plus petit et les touches sont disposées d'une manière plus ergonomique.

Bien qu'aujourd'hui dépassé, le microprocesseur Motorola 68000 a connu une longévité exceptionnelle. Il a été utilisé par de nombreux constructeurs dans les années 1980 et 1990. Sa robustesse lui vaut d'être encore employé de nos jours dans certaines applications.

## Calculatrices TI-Nspire
Début 2007, les calculatrices de la série TI-NSpire sont les dernières nées de Texas Instruments. Elles sont construites autour d'une architecture de type « system on chip » LSI Logic ZEVIO, destinée aux appareils portables grand public, et fondée sur un microprocesseur ARM9 cadencé à 90 MHz. La mémoire vive se porte à 16 Mo ; la mémoire morte de type flash à 20 Mo. Elles possèdent un écran en 16 niveaux de gris de grande taille (plus du double en surface de celui de la Voyage 200). Elles ne disposaient pas au départ de capacités de programmation, mais celles-ci sont graduellement ajoutées au fil des mises à jour du système d'exploitation. La TI-Nspire de base dispose d'un mode d'émulation de la TI-84 Plus.
Il existe deux modèles, tous deux mis sur le marché en juillet 2007 :
- la TI-Nspire (modèle de base), équipée d'un clavier et d'un émulateur de TI-84 Plus ;
- la TI-Nspire CAS, équipée d'un logiciel de calcul formel.